# Sándor Veress

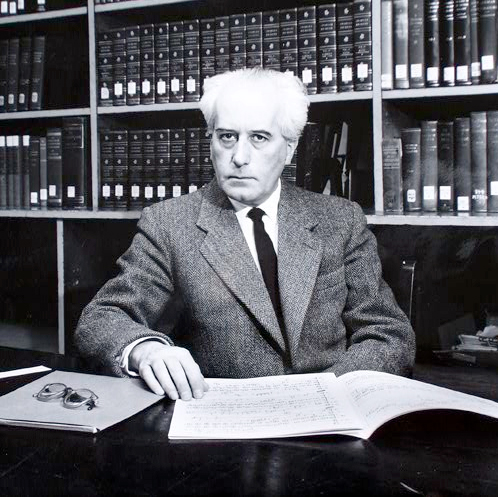
Sándor Veress in Baltimore (1966)

Sándor Veress [ˈʃaːndor ˈvɛrɛʃ] (* 1. Februar 1907 in Kolozsvár, damals Österreich-Ungarn, heute Rumänien (Cluj-Napoca); † 4. März 1992 in Bern) war ein ungarisch-schweizerischer Komponist. Er gilt als einer der bedeutendsten Vertreter der Komponistengeneration zwischen Béla Bartók und Zoltán Kodály einerseits, György Kurtág und György Ligeti andererseits.

## Leben
Sándor Veress kam als ältestes Kind des Historikers Endre Veress (1868–1953) und der Altistin Mária Méhely (1880–1957) zur Welt. 1915 übersiedelte die Familie von Kolozsvár nach Budapest, wohin Endre Veress auf den Posten eines Ministerialrats für Angelegenheiten der rumänischen Nationalität berufen worden war. Mit 10 Jahren erhielt Sándor seinen ersten Klavierunterricht.
Ab 1923 studierte er an der Franz-Liszt-Musikakademie in Budapest Klavier bei Emánuel Hegyi, später bei Béla Bartók. Von 1925 bis 1930 war er Kompositionsschüler Zoltán Kodálys. 1929 trat er ein Volontariat bei László Lajtha an der Volksmusikabteilung des Budapester Ethnographischen Museums an und wurde in den Methoden der Musikethnologie ausgebildet. 1930 unternahm er seine erste Sammelreise zu den Csángó-Magyaren der rumänischen Moldau.
1933 nahm sich das Neue ungarische Streichquartett der Uraufführung seines 1. Streichquartetts an. 1935 erklang das Werk am Prager IGNM-Fest, 1937 folgte die Uraufführung des 2. Streichquartetts an den Pariser IGNM-Tagen. Die Musikverlage Rózsavölgyi und Magyar Kórus druckten erste Werke – v. a. pädagogische Klavierliteratur und Volksliedbearbeitungen für verschiedene Chorbesetzungen.
Ab 1936 arbeitete Veress – zunächst als Assistent Bartóks, nach dessen Emigration in die USA (1940) unter Federführung Kodálys – an der durch die Ungarische Akademie der Wissenschaften betreuten und später (1951 ff.) als Corpus Musicae Popularis Hungaricae publizierten systematischen Edition ungarischer Volksliedmelodien mit. Ende 1938 ging er mit der Pianistin Enid Mary Blake (1912 – 94), seiner späteren Ehefrau, die er 1937 als Postgraduate-Studentin in Budapest kennen gelernt hatte, für ein Jahr nach London, wo er sich mit neuen Methoden der Musikpädagogik auseinandersetzte und Constant Lambert sein Divertimento aufführte.
In den Jahren 1941 und 1942 arbeitete er während mehrerer Monate in Rom als Stipendiat der Accademia d’Ungheria mit Aurel von Milloss, der damals am Teatro dell’Opera di Roma choreographierte und inszenierte, an seinem zweiten Ballett Térszíli Katicza. Hier kam er auch zum ersten Mal in unmittelbaren, prägenden Kontakt mit einem Schlüsselwerk der Zweiten Wiener Schule, Bergs Wozzeck, dessen italienische Erstinszenierung unter der musikalischen Leitung Tullio Serafins in diese Zeit fiel (November 1942). Außerdem knüpfte er erste Verbindungen zu seinem späteren Mailänder Verleger Edizioni Suvini Zerboni.
Im Wintersemester 1942/43 wurde Veress Nachfolger Kodálys als Professor für Komposition an der Budapester Franz-Liszt-Akademie. Nach dem Krieg wurden dort u. a. György Kurtág, György Ligeti und Lajos Vass seine Schüler.
Im Frühjahr 1945 trat er in die ungarische KP ein. Die anfänglich optimistische Einschätzung des Beitrags der Partei zum politischen Neubeginn der frühen Koalitionsperiode wich jedoch bald zunehmender Skepsis. Spätestens seit einem längeren London-Aufenthalt im Jahr 1947 betrieb er den Plan einer West-Emigration aktiv. 1948 war er erstmals Jurymitglied am Chorwettbewerb International Eisteddfod in Llangollen/Wales (letztmals: 1984). Außerdem nahm er als offizieller Delegierter am Kongress des International Folk Music Council in Basel teil, wo er erste Kontakte zu Paul Sacher knüpfen konnte. Zwei der wichtigsten Werke des ersten Schweizer Jahrzehnts entstanden später in Sachers Auftrag: das Klavierkonzert (1952), 1954 mit Veress als Solisten uraufgeführt, sowie das Konzert für Streichquartett und Orchester (1961).
Anfang Februar 1949 reiste Veress nach Stockholm, um der choreographisch von Milloss betreuten Uraufführung von Térszíli Katicza an der dortigen Königlichen Oper beizuwohnen. Das offizielle Ungarn verlieh ihm derweil in absentia den Kossuth-Preis (März 1949).
Nach der Stockholmer Premiere begab er sich weiterer Aufführungen des Balletts wegen nach Rom. Hier erreichte ihn nach Monaten des Ausharrens im Ungewissen, während deren die Stalinisierung der ungarischen Innenpolitik auf ihren vorläufigen Höhepunkt zusteuerte (Rajk-Prozess: September 1949), das durch den Musikwissenschaftler Otto Gombosi vermittelte Angebot eines musikethnologischen Gastsemesters auf dem vakanten Kurth-Lehrstuhl des Instituts für Musikwissenschaft der Universität Bern. Dessen Annahme ermöglichte ihm und seiner Frau Ende November 1949 die Übersiedlung in die Schweiz, wo sie politisches Asyl erhielten. Eine zugesagte Professur in den Vereinigten Staaten (Pennsylvania College for Women, heute Chatham University, Pittsburgh) hatte er dagegen nicht antreten können, weil der McCarthyismus ihm die vormalige KP-Mitgliedschaft verübelte. Schweizer Staatsbürger sollte Veress allerdings erst drei Monate vor seinem Tod, im Dezember 1991, werden, nachdem ein erster Antrag 1977 an der Restriktivität der damaligen Gesetzeslage gescheitert war. Dessen ungeachtet war Veress der Schweiz im Rückblick dankbar. Kurz vor seinem 80. Geburtstag notierte er: „Was mir in Ungarn unmöglich gewesen wäre, die menschenwürdige persönliche Freiheit und die Möglichkeiten zur Entfaltung meiner Kunst, hat mir der helvetische Boden geschenkt.“
Nach Abschluss seines universitären Gastsemesters wurde Veress im Frühjahr 1950 als Lehrer für Allgemeine Musikpädagogik, theoretische Fächer und Komposition an das Konservatorium Bern berufen (Rücktritt: 1981). Hier wurden im Laufe der Jahre unter anderen Heinz Holliger, Theo Hirsbrunner, Heinz Marti, Jürg Wyttenbach, János Tamás, Daniel Andres, Urs Peter Schneider, Roland Moser und Jürg Hanselmann seine Schüler.
In den 1960er- und frühen 1970er-Jahren wirkte Veress als Gastprofessor an verschiedenen US-amerikanischen Hochschulen, darunter dem Peabody Institute der Johns Hopkins University und dem Goucher College in Baltimore/Maryland (1965–1967) sowie der University of Portland/Oregon (1972). Außerdem lehrte er während eines Semesters an der University of Adelaide/Australien (1967).
Ab 1968 versah Veress nochmals ein Lehramt am Institut für Musikwissenschaft der Universität Bern – zunächst als Extraordinarius, von 1971 bis zu seiner Emeritierung 1977 als Ordinarius. Sein Lehrauftrag umfasste die systematischen Fächer einschließlich Musikpädagogik, Musikethnologie und Musik des 20. Jahrhunderts.

## Werk
Die wesentlichen Prägungen, die Veress während seiner Studienzeit bei Kodály erhielt, sind – neben der für den ungarischen Aufbruch in die musikalische Moderne generell charakteristischen Bezugnahme auf das Volkslied – durch die Namen Palestrina und Bach sowie jene der italienischen und englischen Madrigalisten des 17. Jahrhunderts bezeichnet. Was sich an diesen historischen Vorbildern lernen ließ: der gute Bau einer Melodie und die Techniken des Kontrapunkts, erachtete Veress zeitlebens als mustergültig. Entsprechend bestimmte dieser Kanon auch seine Verfahrensweisen als Bearbeiter volksmusikalischen Materials zu pädagogischen Zwecken (Klaviersonatinen für Kinder, Kinderchöre) sowie seinen eigenen späteren Kompositionsunterricht an der Budapester Akademie und am Berner Konservatorium.
Abgesehen von diesem durchgehenden Element in Veress’ Schaffensbiographie ist die Zäsur, die die Emigration setzte, unübersehbar. Hatte Veress in den avancierten Werken der 1930er-Jahre – dazu gehören die frühe Klaviersonate (1929), die Sonatinen für unterschiedliche Besetzungen (1931 – 33) sowie insbesondere die beiden Streichquartette von 1931 und 1937 – bereits stellenweise mit einem quasi-reihenmässig organisierten Tonmaterial gearbeitet, so erfolgte nach 1950 eine ausdrücklich reflektierte Hinwendung zum Zwölfton, dessen theoretische Grundlagen er, soweit rekonstruierbar, durch Fritz Büchtger in München kennengelernt zu haben scheint.
Ganz im Sinne des eingangs geschilderten kompositorischen Grundansatzes dokumentieren die dodekaphonen Erstlinge der frühen 1950er-Jahre – das Klavierkonzert (1952), die Sinfonia Minneapolitana (1953) sowie das eminent wichtige Streichtrio von 1954 – einen durchaus undogmatischen Umgang mit Zwölfton, den A. Traub als „Komponieren mit der Reihe trotz der Reihe“ charakterisiert hat. Hier gab es Platz für die modale „Kolorierung“ von Reihengestalten, für den Einbau improvisatorischer Episoden in sonst strenge Satzformen und für eine oft fast körperlich-konkrete Behandlung des Rhythmischen. Veress ging einen in diesem Sinne eigenen Weg, der ihn freilich auch in zunehmende Distanz sowohl zum Darmstädter Serialismus wie zu späteren non-serialistischen Tendenzen der Neuen Musik brachte und bis zu einem gewissen Grad künstlerisch vereinsamen ließ.
Dessen ungeachtet zeigen namentlich die 1960er-Jahre Veress auf dem Höhepunkt einer gereiften Experimentierfreudigkeit, die sich nicht scheute, geräuschhafte Schärfungen, clusterartige Verdichtungen und aleatorische Entbindungen in den Tonsatz einzubauen: Repräsentativ hierfür sind das Konzert für Streichquartett (1961), die hochvirtuose Musica concertante für 12 Streicher (1966) sowie das Diptych für Bläserquintett (1968).
Nach einer längeren, nicht zuletzt durch seine akademische Lehrtätigkeit bedingten Schaffenspause zwischen 1968 und 1977 hob mit dem (erst 1987 auf Initiative von Daniel Glaus uraufgeführten) Glasklängespiel auf Texte von Hermann Hesse eine Phase neuer Produktivität an, die retrospektive und zusammenfassende Züge eines Spätwerks erkennen lässt. Dies gilt in besonderem Mass für die drei letzten vollendeten Werke für größere Besetzungen, das Klarinettenkonzert (1982), den Orbis tonorum (1986) und die eng mit diesem verbundene Tromboniade (1990). Im Orbis schlägt Veress einen geschichtlichen und zugleich autobiographischen Bogen von den Tempi passati des Beginns zu den Tempi da venire …? des Schlusses, unter dem die aufgehobenen Erfahrungen seines Komponierens Satz für Satz in mehr oder weniger reiner Ausprägung nochmals in Erscheinung treten: die uralte Melodie, die Pentatonik, das Humoreske, der katastrophische Einbruch, klanglicher Stillstand / tönende Stille, die entfaltete Pluralität freier Tonordnungen, die Parodie des blind Mechanischen, das virtuose Konzert – am Ende die prekär und fraglich gewordene Melodie.

## Auszeichnungen
- 1976: Musikpreis des Kantons Bern
- 1985: Bartók-Pásztory-Preis
- 1986: Komponistenpreis des Schweizerischen Tonkünstlervereins
- 1987: Musikpreis der Stadt Bern
- 1990: Honorarprofessor der Franz-Liszt-Musikakademie Budapest
- 1991: Bannerorden der Republik Ungarn

## Werke (Auswahl)
(Anm.: Die Jahreszahlen beziehen sich auf die Entstehungszeit. Ungarische Originaltitel sind nur dort angegeben, wo das Werk entweder bislang unveröffentlicht ist oder aber vor seiner Publikation im Westen bereits in einer ungarischen Erstausgabe vorlag bzw. in Ungarn neu aufgelegt worden ist)

### Klaviermusik
- Sonate für Klavier (1929)
- Sonatine für Klavier (1932)
- Szonatina gyermekeknek [Sonatine für Kinder] (1932)
- Szonatina kezdő zongorázóknak [Sonatine für junge Pianisten] (1933)
- Húsz zongoradarab [Zwanzig Klavierstücke] (1938) – daraus: Kis szvit [Kleine Suite]; Hat Csárdás [Sechs Csárdás']; Sieben ungarische Tänze
- Billegetőmuzsika / Fingerlarks. 88 pianistische Übungen (1946/69)
- Homage to Wales (1948)
- 5 Klavierstücke (ca. 1950)

### Kammermusik
- Trio für Klavier, Violine und Violoncello, b-moll (1924)
- Sonatine für Violine und Violoncello (ca. 1928)
- Streichquartett I (1931)
- Sonatine für Violine und Klavier (1932)
- Sonatine für Violoncello und Klavier (1933)
- Sonatine für Oboe, Klarinette und Fagott (1933)
- Sonate für Violine solo (1935)
- Streichquartett II (1937)
- Zweite Sonate für Violine und Klavier (1939)
- Ungarischer Werbetanz für Violine und Klavier (1940)
- Trio für Violine, Viola und Violoncello (1954)
- Trio (Tre quadri) für Klavier, Violine und Violoncello (1963)
- Musica concertante für zwölf Solostreicher (1966)
- Sonate für Violoncello solo (1967)
- Diptych für Bläserquintett (1968)
- Introduzione e Coda für Violine, Klarinette und Violoncello (1972)
- Memento für Viola und Kontrabass (1983)
- Baryton-Trio für Baryton, Viola und Violoncello (1985)
- Orbis tonorum für Kammerensemble (1986)

### Orchesterwerke
- Divertimento für Kammerorchester (1935)
- Partita II für Kammerorchester (1936)
- Musica ungaresca für großes Orchester (1938)
- Szimfónia [Symphonie I] für großes Orchester (1940)
- Vier transsilvanische Tänze für Streichorchester (1944/49)
- Threnos in memoriam Béla Bartók für großes Orchester (1945)
- A csodafurulya [Die Wunderschalmei]. Ballett-Suite für Kammerorchester (1947)
- Respublica nyitány [Respublica Ouverture] für großes Orchester (1948)
- Sonata per orchestra für großes Orchester (1953)
- Sinfonia Minneapolitana [Symphonie II] für großes Orchester (1953)
- Expovare für kleines Orchester (1964)

### Konzerte
- Konzert für Violine und Orchester (1939/48)
- Hommage à Paul Klee für 2 Klaviere und Streichorchester (1951)
- Konzert für Klavier, Streicher und Schlagzeug (1952)
- Passacaglia concertante für Oboe und Streicher (1961)
- Konzert für Streichquartett und Orchester (1961)
- Konzert für Klarinette, Harfe, Schlagzeug und Streicher (1982)
- Tromboniade für 2 Posaunen und Orchester (1990)
- Concertotilinkó für Flöte und Streicher (Konzertstück) (1991)

### Vokalmusik

#### Lied mit Klavierbegleitung
- Tscheremiss-Lieder (1945)
- József Attila dalok [5 Lieder auf Texte von Attila József] (1945)

#### Orchesterlied
- Elegie nach Walther von der Vogelweide für Bariton, Harfe und Streichorchester (1964)

#### Chor a cappella
- Tizennégy férfikar magyar népi dallamokra [Vierzehn Männerchöre auf ungarische Volksmelodien] (1934)
- Eine transsilvanische Kantate für gemischten Chor (1936)
- Tizenöt gyermekkar [Fünfzehn Kinderchöre] (1936)
- Két virágének [Zwei Blumenlieder] für dreistimmigen Frauen- oder Männerchor (1936)
- Rábaközi nóták [Lieder aus Rábaköz] für Männerchor (1940)
- Ode an Europa nach Gyula Illyés für gemischten Chor (1962)
- Songs of the Seasons auf Texte von Christopher Brennan für gemischten Chor (1967)

#### Kantate und Chorlied
- Sancti Augustini Psalmus contra partem Donati nach Augustinus für Bass, gemischten Chor und Orchester (1944)
- Laudatio musicae. Ein „ohrenvergnügendes und Gemüth-ergötzendes Tafelconfect“ nach Valentin Rathgeber für Sopran, gemischten Chor und Kammerorchester (1958)
- Das Glasklängespiel auf Texte von Hermann Hesse für gemischten Chor und Kammerorchester (1978)

### Ballette
- A csodafurulya [Die Wunderschalmei]. Ballett in einem Akt (1937)
- Térszíli Katicza. Ballett in einem Akt. Libretto: Aurel von Milloss (1943)

### Schauspielmusik
- Az ember tragédiája [Die Tragödie des Menschen]. Musik zum Drama gleichen Titels von Imre Madách (1947)

### Filmmusik
- mit Ferenc Farkas: Talpalatnyi föld [Um einen Fussbreit Land] nach der Romantrilogie gleichen Titels von Pál Szabó. Regie: Frigyes Bán (1948)